# Here Comes the Night
Singles de Them
Gloria
(1965) Mystic Eyes
(1965)
Here Comes the Night est une chanson de blues écrite par Bert Berns. Elle est enregistrée par Them en janvier 1965 sur le label Decca Records. Sortie en 45 tours le 5 mars de la même année, elle a terminé à la seconde place du hit parade britannique.

## Historique
La chanson est écrite par Bert Berns en 1964. Elle est enregistrée par Lulu en 1964, avec Bert Berns à la production.
Le groupe Them l'enregistre début 1965 à Londres, accompagné de Jimmy Page à la guitare électrique. La chanson devient le second tube du groupe après Gloria. Le single est vendu à 16 000 exemplaires et termine second au hit parade britannique.
Reprises :
- The Exciters (1965).
- David Bowie l'a reprise sur l'album Pin Ups en 1973.
- Streetheart (1979) Under Heaven Over Hell.
- The Rivals (groupe) (1980). En version Punk.
- Pate Mustajärvi (1988)
- Native (1994). En reggae.
- Dwight Yoakam (1997).
- The Fabulous Thunderbirds (1995) album Roll of the Dice.
- Rod Stewart (2013)